# Paweł Rybczyński
Paweł Rybczyński (ur. 1964) – polski rzeźbiarz, rysownik i pedagog.
Ukończył Państwową Szkołę Sztuk Plastycznych im. A. Kenara w Zakopanem (w latach 1978–1983). W latach 1983–1988 studiował na Wydziale Rzeźby w Państwowej Wyższej Szkole Sztuk Plastycznych (ASP) w Gdańsku. Dyplom w pracowni prof. Edwarda Sitka (1988 r.). Obecnie pracuje jako nauczyciel rzeźby w Zespole Szkół Plastycznych w Tarnowie.
Artysta jest synem tarnowskiej poetki Danuty Rybczyńskiej.
Ważniejsze wystawy
- 1993 „ The Balic Russo 93 ”, Elbląg
- 1995 „ Skala Dłoni ”, BWA Gdańsk 1995
- 1998 „ Angels ”- Galerie In Der Alte Schule, Niemcy
- 2000 ,, Dwa Światy Brązu ”, BWA Gdańsk
- ,, Na skrzydłach po drabinie ”, Teatr, Tarnów

Ważniejsze realizacje m.in.
- renowacja ołtarza Karmelita Kirche, Boppart Am Rain, Niemcy
- renowacja organów, Katedra Oliwska, Gdańsk
- figura Hestii, PTU Hestia
- rzeźba upamiętniająca 7 pielgrzymkę Jana Pawła II, Sopot